# Чортя, Тудор
Тудор Чортя (рум. Tudor Ciortea; 28 ноября 1903, Брашов, Австро-Венгрия — 13 октября 1982, Бухарест) — румынский композитор, музыковед

, музыкальный педагог, профессор Бухарестской консерватории. Лауреат Государственной премии СР Румынии(1955). Заслуженный деятель искусств Социалистической Республики Румыния (1964).

## Биография
В 1923—1924 годах учился в Клужской консерватории, затем в Брюссельской консерватории (1924—1925) и Париже, где занимался в «Эколь нормаль» (1927—1928) у П. Дюка (полифония) и Н. Буланже (музыкальный анализ и композиция), в 1929—1931 годах продолжил обучение в Бухарестской консерватории (ныне Бухарестский национальный университет музыки) у Йон Нонна Отеску и К. Брэилою (фольклор, история музыки).
С 1944 года преподавал в Бухарестской консерватории, с 1949 года — профессор консерватории, преподавал около тридцати лет (1944—1973). В 1963—1968 годах — вице-президент Союза композиторов СР Румынии.

## Творчество
Основная область творчества Т. Чортя — камерная инструментальная и вокальная музыка. В своих произведениях композитор использовал элементы румынского и трансильванского фольклора.
Он автор ряда музыковедческих работ, в числе которых статья «Третья соната для скрипки и фортепьяно Джордже Энеску» («Sonata а III-а pentru vioara si pian de George Enescu», «Muzica», 1955, No 5) и книга «Квартеты Бетховена» («Cvartetele de Beethoven», Buc., 1968).

## Избранные музыкальные сочинения
- для оркестра — Марамурешская сюита (Suita maramureseana, 1949), пассакалья и токката (1957), концерт для струнного оркестра (1958);
- для инструмента с оркестром — Вариации на тему колядки для фортепиано (1969), концерт для кларнета (1973);
- камерно-инструментальные ансамбли — сонаты для скрипки и фортепиано (1946), виолончели и фортепиано (1946, 2-я ред. 1958), флейты и фортепиано (1959), кларнета и фортепиано (1962), трубы и фортепиано (1964), 4 струнных квартета (1952, 1954, 1976, 1978), струнный квинтет (1976), квинтет для духовых (1971), октет для духовых, альта, виолончели и фортепиано Проделки Пэкалэ (Din ispravile lui Pacala, 1961, 2-я ред. 1966); 3 фортепианных сонаты (1950, 1953, 1959);
- пьесы для различных инструментов, вокальные ансамбли, песни, мадригалы для хора и др.

По мнению музыковеда Н. Слонимского лучшие образцы камерной музыки Чортя отличались «контрапунктической сложностью».

## Награды
- Орден Звезды Румынии
- Государственная премия Румынии (1955)
- Заслуженный деятель искусств СРР (1964)
- Премия имени Джордже Энеску Румынской академии (1964)

## Память
- В его честь названа Музыкальная школа г. Брашов (Liceul de Muzica Tudor-Ciortea)[3].
- Создан музей композитора.
- В 2000 году почта Румынии выпустила марку с изображением композитора.